# Anna Hyde
Anna Hyde (Windsor, 12 maart 1637 – Londen, 31 maart 1671) was de echtgenote van Jacobus, hertog van York, de latere koning Jacobus II van Groot-Brittannië. Zij kwam uit een niet-adellijke familie en haar huwelijk met een prins was zeer omstreden. Zij wist zich echter aan het hof goed te handhaven en politieke invloed te verwerven. Kort voor haar dood bekeerde zij zich tot het rooms-katholieke geloof. Zij is de moeder van de Britse koninginnen Maria II en Anna.

## Jeugd en huwelijk
Anna Hyde was de dochter van Edward Hyde en Frances Aylesbury. Haar vader was een jurist, geschiedschrijver en staatsman die in 1661 de titel graaf van Clarendon kreeg. Van 1660 tot 1667 was hij eerste minister van Engeland.
Anna Hyde kwam met de koninklijke familie in contact ten tijde van de Engelse Gemenebest (1649-1660). Groot-Brittannië was toen een republiek en de koninklijke familie leefde in ballingschap. Haar vader was belast met het onderwijs en de vorming van koning Karel II; hij vergezelde de koning en zijn jongere broer Jacobus, de hertog van York, op hun reizen. Anna Hyde woonde in die tijd met haar moeder, broers en zus in Antwerpen en Breda. In 1655 werd zij hofdame van de prinses van Oranje, Maria Henriëtte Stuart, een zuster van Karel II en Jacobus. Zo maakte ze kennis met Jacobus met wie ze in 1659 een relatie begon. Jacobus beloofde met haar te trouwen maar trok die belofte later weer in. Koning Karel II wilde ook geen toestemming voor dit huwelijk geven omdat het steeds waarschijnlijker werd dat de monarchie in Groot-Brittannië zou worden hersteld, wat in 1660 ook daadwerkelijk gebeurde. Het huwelijk van Jacobus, de eerste in de lijn van troonopvolging, werd daardoor een zaak van politiek belang en Anna werd gezien als van te lage komaf.
In 1660 werd Anna zwanger waarna Karel II zijn broer uiteindelijk toestemming gaf om met haar te trouwen. Het huwelijk vond op 3 september 1660 in het diepste geheim plaats. Jacobus bleef in het openbaar ontkennen dat hij getrouwd was en zelfs Anna’s vader – inmiddels eerste minister – was niet op de hoogte. Toen het huwelijk na de geboorte van een zoontje op 22 oktober 1660 publiekelijk bekend werd, was Edward Hyde zo woedend dat hij eiste dat zijn dochter in de Tower zou worden opgesloten en zelfs zou worden onthoofd. Hij was bang dat hij door zijn tegenstanders beschuldigd zou worden van pogingen om via zijn dochter in de koninklijke familie te ‘infiltreren’. Karel II weigerde echter om het huwelijk van zijn broer ongeldig te laten verklaren, waarop Anna aan het hof en in de koninklijke familie officieel haar plaats in nam als hertogin van York.
Anna en Jacobus kregen acht kinderen, van wie alleen de dochters Maria (1662-1694) en Anna (1665-1714) volwassen werden. Beiden werden ook koningin van Groot-Brittannië.

## Hertogin van York

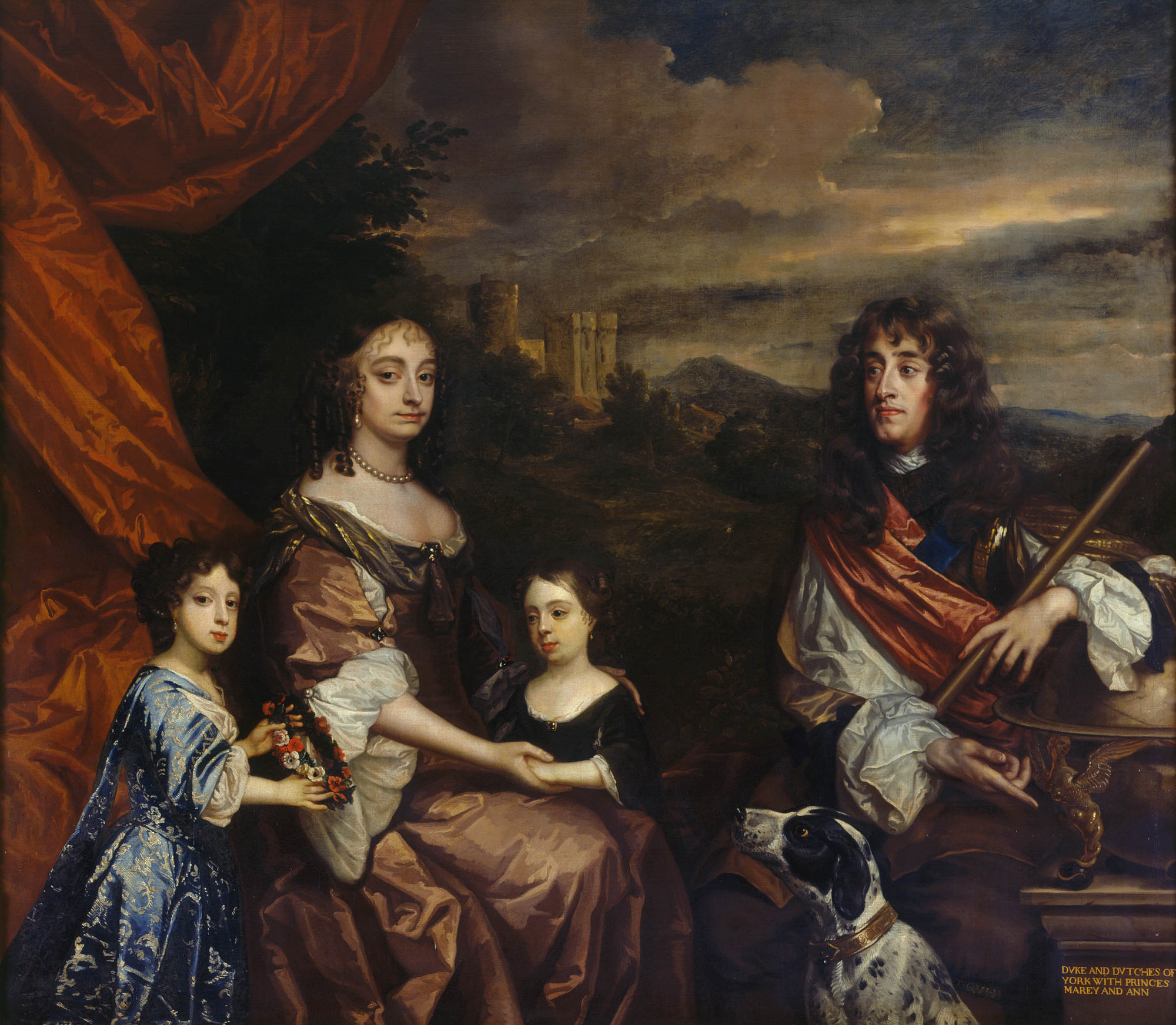
De hertog en hertogin van York met hun dochters Maria en Anna door Peter Lely.

Bronnen uit die tijd geven aan dat de hertogin van York beschikte over intelligentie, humor en waardigheid. De Franse ambassadeur prees haar moed en standvastigheid. Zij slaagde erin om het hoofd te bieden aan de minachting waarmee zij door haar schoonmoeder koningin Henriëtta Maria en de Engelse hoge adel werd benaderd. Hoewel haar vader uit een vooraanstaande familie kwam en haar moeder de dochter was van een baron, werd Anna Hyde als een parvenu beschouwd; er circuleerde een gerucht dat haar grootmoeder dienstmeid in een herberg was geweest.
In eerste instantie leek het huwelijk met Jacobus hecht. De dagboekschrijver Samuel Pepys schreef in 1663 dat ze elkaar in het openbaar aanhaalden, wat als erg ongepast werd gezien. Jacobus had echter al snel een reeks maîtresses, wat bij Anna tot jaloerse uitbarstingen leidde. Voor het overige was ze haar man duidelijk de baas; Karel II zei altijd dat Jacobus bang was voor zijn vrouw. Zij beheerde ook de financiën, waarbij ze er op toezag dat ze zelf over voldoende geld kon beschikken, vooral voor juwelen. Ze was een belangrijke beschermvrouwe van de schilder Peter Lely, die een aantal portretten maakte van haar en haar gezin.
Anna had politieke invloed en heeft onder andere een rol gespeeld in de beslissing om Duinkerke aan Frankrijk te verkopen. Haar positie werd nog sterker toen duidelijk werd dat de vrouw van koning Karel II, Catharina van Bragança, geen kinderen kon krijgen. Dit betekende dat Anna Hyde de moeder was van de vermoedelijke troonopvolger en zelf mogelijk een toekomstige koningin-gemaal.
In 1667 kwam Anna’s vader ten val als eerste minister en moest hij Engeland ontvluchten. Dit had ook gevolgen voor zijn dochter. Zijn tegenstanders wilden de invloed van de hertog en hertogin van York verminderen en voorkomen dat een kleinkind van Edward Hyde ooit op de troon zou komen. In deze periode gingen er stemmen op dat Karel II zou moeten scheiden van Catharina van Bragança om te hertrouwen met een vrouw met wie hij wel kinderen zou kunnen krijgen. Dit is echter nooit gebeurd.

## Bekering en overlijden
Zowel Jacobus als Anna, van oorsprong anglicaans, bekeerden zich rond 1670 tot het rooms-katholieke geloof. Op verzoek van Karel II werd dit geheim gehouden; hun dochters kregen een protestantse opvoeding. Anna was inmiddels ernstig ziek; ze had hoogstwaarschijnlijk borstkanker. Op 9 februari 1671 beviel ze van een dochter. Haar gezondheid verslechterde daarna snel en ze overleed op 31 maart. Op 5 april 1671 werd ze bijgezet in Westminster Abbey.

## Kinderen
- Karel (1660–1661), hertog van Cambridge (niet officieel)
- Maria (1662-1694), koningin van Engeland en Schotland 1689-1694
- Jacobus (1663-1667), hertog van Cambridge
- Anna (1665-1714), koningin van Groot-Brittannië 1702-1714
- Karel (1666–1667), 1e hertog van Kendal
- Edgar (1667–1671), hertog van Cambridge
- Henriette (1669-1669)
- Catherina (1671-1671)

- Biblioteca Nacional de España: XX5429294
- Bibliothèque nationale de France: cb16296770r (data)
- Gemeinsame Normdatei: 100484638
- International Standard Name Identifier: 0000 0000 6315 4403
- Library of Congress Control Number: n84184536
- Nationale bibliotheek van Australië: 35436741
- Nederlandse Thesaurus van Auteursnamen: 072050691
- Réseau des bibliothèques de Suisse occidentale: 02-A023246773
- SNAC: w64b5jv7
- Système universitaire de documentation: 166362700
- Trove: 952425
- Virtual International Authority File: 66813736
- WorldCat: E39PBJfMkDKpkkk8GkJMHGgh73